# مرده خور

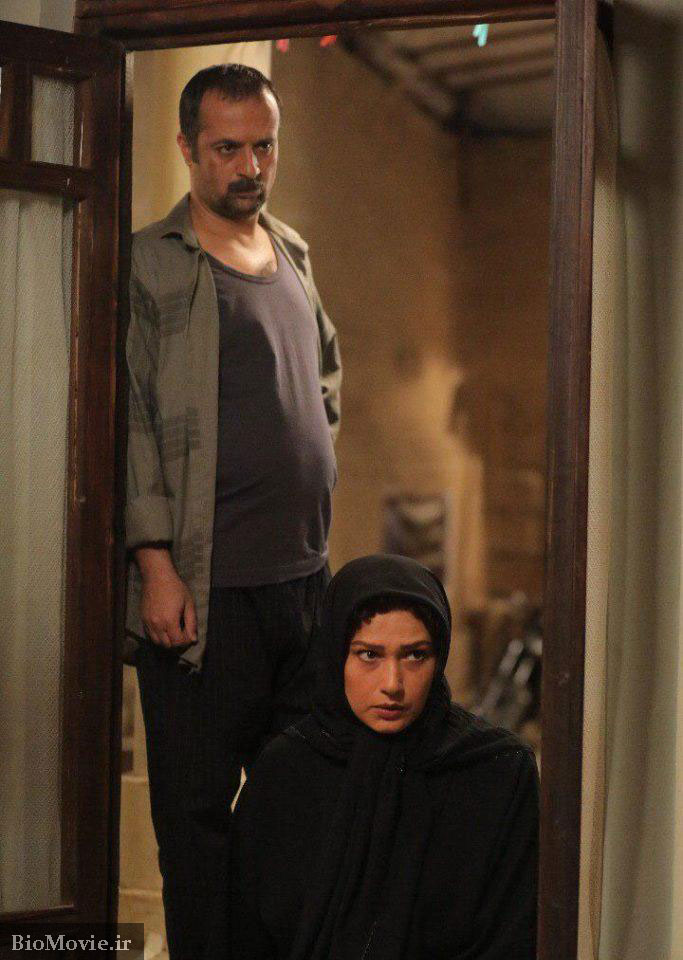

مُرده‌خور فیلمی به کارگردانی صادق‌ دقیقی، نویسندگی حمزه صالحی و تهیه‌کنندگی پروانه مرزبان در سال ۱۳۹۸ است.

## بازیگران
| بازیگران         | نقش | توضیحات |
| ---------------- | --- | ------- |
| سام درخشانی بسیر |     |         |
| احمد مهرانفر     |     |         |
| لادن مستوفی      |     |         |
| لیندا کیانی      |     |         |
| پرهام دلدار      |     |         |
| ارسلان قاسمی     |     |         |
| ونوس کانلی       |     |         |
| جواد پولادی      |     |         |
| فرهانه سبحانی    |     |         |
| سیممون           |     |         |
| جمشید هاشم پور   |     |         |
| ساغر افشار       |     |         |

## عوامل سازنده
- فیلمبردار: پیمان عباس‌زاده
- تدوین: کاوه ایمانی
- صدابردار: مسیح سراج
- طراح صحنه و لباس: امیرعباس دهقانی
- جلوه‌های ویژه: کامیار شفیع‌پور
- دستیار اول کارگردان: امیرحسین غفاری
- برنامه‌ریز: حمید روشن
- چهره پرداز: سیدعلی عسگری
- مشاور لهجه: اقلیما سقیری
- مدیر تولید: پرهام دلدار
- سرمایه‌گذاران: پروانه مرزبان و عباس فولادپور
- منشی صحنه: داریوش اسقایی
- دستیار تولید در بوشهر و روابط عمومی: سیاوش علمی